# Агнес Сорел
Агнес Сорел (на френски: Agnès Sorel), Дама дьо Боте (на френски: Dame de Beauté — Дама на Красотата) (ок. 1422 – 9 февруари 1450), е метреса на френския крал Шарл VII.

## Произход и младост
Родителите на Агнес̀ принадлежат към дребната френска аристокрация – баща ѝ, Жан Соро или Жан Сорел, е дребен френски благородник, както и майка ѝ Катрин дьо Менле, господарка на замъка Верньой-ан-Бурбон.
Агнес получава добро образование, тъй като от ранна възраст, благодарение на произхода ѝ, е подготвяна за престижната длъжност компаньонка от свитата на Изабела Лотарингска, кралица на Неапол, и съпруга на Рене I (Анжу) – крал на Неапол, херцог на Анжу.
Младостта и красотата ѝ стават причина тя бързо да бъде забелязана от бъдещия крал на Франция Шарл VII, който по това време все още не е коронован и, тъй като е обезнаследен от баща си, владее единствено Бурж (район в Централна Франция), поради което подигравателно е наричан „малкият крал на Бурж“. Шарл VII не се отличава с красота или с особен ум.
Много бързо Агнес се издига от ранга на почетна госпожица на Изабела Лотарингска до поста първа дама в свитата на френската кралица Мари д`Анжу. Агнес се ползва със статута на официална фаворитка на краля, което е новост, дотогава метресите на френските крале винаги са оставали в сянка. Впрочем Шарл VII има и други любовници, но никоя от тях не оказва върху него такова влияние като Агнес Сорел, нейният начин на живот и екстравагантностите ѝ са засенчвали кралицата. Тя първа налага модата на дълбоките деколтета, сложните ѝ прически наподобяват истински пирамиди, роклите ѝ са с осемметрови шлейфове и са обшити със самурени кожи. През 1444 г. кралят ѝ подарява бижута на стойност 20 600 екю, сред които е и първия познат по това време обработен диамант.
Освен красива жена Агнес е изкусна интригантка. Тя успява да наложи своите приятели на краля, както и да спечели симпатиите на неговите съветници, които виждат чрез нея начин да получат благоволението на краля. Благодарение на умелите ѝ ходове за няколко месеца Агнес получава от Шарл VII замъците Боте-сюр-Марн, Вернон, Исудюн, Роксезиер и Лош.

## Отношения с дофина Луи
Най-възрастният син на Шарл, престолонаследникът Луи XI, не понася връзката на Агнес Сорел с баща му, тъй като смята, че това унижава майка му, кралица Мари д`Анжу, и един ден в гнева си, подгонва Агнес с шпага в ръка из двореца, докато изплашената Агнес най-сетне успява да се скрие в леглото на краля. Разгневен, Шарл изпраща сина си да управлява областта Дофине, за да е далеч от двора.
След този случай следват дълги години, в които Агнес придружава неотлъчно краля из цяла Франция по време на военните му кампании и при ловните му излети. От връзката им се раждат 4 деца, 3 от които, момичета, макар и незаконнородени, растат в двореца и биват отглеждани и възпитавани като законнородени принцеси. Но през зимата на 1450 г., придружаваща краля в пътуването му до Руан, бременна с четвъртото им дете, Агнес неочаквано получава болки в корема и за няколко часа умира (9 февруари 1450 г.). Детето, което се ражда, момче, живее само шест месеца. Внезапната ѝ смърт поражда съмнения, че е отровена и подозренията се насочват към престолонаследника Луи.
Шарл VII поръчва изработката на две мраморни гробници за Агнес, едната от които се намира в Жюмиерж и съхранява сърцето ѝ, а другата е в Лош и в нея почиват тленните ѝ останки.

## Изследвания в ново време
През 2004 – 2005 г. екип от френски учени извършва продължителни изследвания на трупа на Агнес и анализите разкриват, че хранопроводът ѝ е бил заразен с тении и тя е пила живак като последно средство да се отърве от тях, като именно това е довело до бързата ѝ смърт. Но намереното при аутопсията количество живак е 100 000 пъти над допустимата доза при лечение, затова е трудно да се повярва, че е станала лекарска грешка.
Напълно възможно е Агнес да е била отровена, като сред заподозрените фигурират също нейната братовчедка Антоанет дьо Менле. Млада и красива, доведена в двореца лично от Агнес като нейна придворна дама, тя флиртувала с краля и заема нейното място в леглото му само три месеца след нейната смърт. Подозрения има и към личния ѝ лекар, Робер Поатвин, който фигурира в завещанието ѝ и получава част от нейното наследство̀.
Заключението на д-р Филип Шарлие, член на научния екип, дадено на 2 април 2005 г. в присъствието на френския министър на културата, е следното: „В онази епоха се е прилагало третиране с живак при вътрешни инфекции, причинени от паразити, каквито ние открихме при нашето изследване. Само че приложената доза е прекомерна. Не можем да твърдим със сигурност дали става въпрос за случайно или умишлено завишена доза.“ 
По това време живак се е използвал и в козметиката.

## Деца
От връзката си с крал Шарл VІІ, Агнес ражда четири деца:
- Мари дьо Валоа, омъжена през 1458 г. за сир Оливие дьо Гьотиви;
- Шарлота дьо Валоа, омъжена през 1462 г. за Жак дьо Брезе, като няколко години по-късно бива убита от него заради изневяра;
- Жан дьо Валоа, която Луи XI омъжва за Антоан дьо Бюиел, граф на Сансер;
- Син, който умира на шест месеца.